# Real Jardín Botánico de Tasmania
El Real Jardín Botánico de Tasmania en inglés: Royal Tasmanian Botanical Gardens o RBGT, es un jardín botánico de unas 13.5 hectáreas, con diseño paisajista, que se encuentra en la isla de Tasmania, a unos 2 kilómetros de Hobart, formando parte de la red de jardines botánicos de Australia.
Es miembro del BGCI, y presenta trabajos para la Agenda Internacional para la Conservación en los Jardines Botánicos. 
El código de identificación internacional del "Royal Tasmanian Botanical Gardens" como miembro del "Botanic Gardens Conservation Internacional" (BGCI), así como las siglas de su herbario es HO.

## Localización
Se encuentra situado cerca de Hobart en Queens Domain
Royal Tasmanian Botanical Gardens Queens Domain, Hobart, Tasmania, 7000 Australia.
Planos y vistas satelitales.42°51′54.72″S 147°19′49.44″E / -42.8652000, 147.3304000
El jardín botánico está abierto todos los días del año, desde que sale el sol hasta el ocaso.

## Historia
El RBGT se estableció en 1818 y contiene las colecciones históricas con una gran cantidad de árboles centenarios singulares, muchas de las plantas existentes fueron plantadas en el siglo XIX. También con los años se han añadido un número creciente de colecciones importantes, enfocadas en la conservación de las plantas de Tasmania, y la única casa de plantas Subantárticas del mundo.
Antes del establecimiento europeo, las tribus aborígenes locales utilizaron este lugar como asentamiento, y los rastros de su ocupación siguen siendo evidentes. Un número de estructuras históricas, incluyendo dos paredes que construyeron los convictos de la prisión, datan de los días más tempranos de los jardines.
Originalmente el RBGT estaba administrado por un comité gubernamental, mediante un superintendente. A partir de la década de 1910 y durante unos cuarenta años, fue administrado por la Royal Society of Tasmania y al frente del RBGT había un director. Desde 1950 el RBGT fue regido por una plantilla administrativa bajo las directrices de la Botanical Gardens Act.

## Colecciones

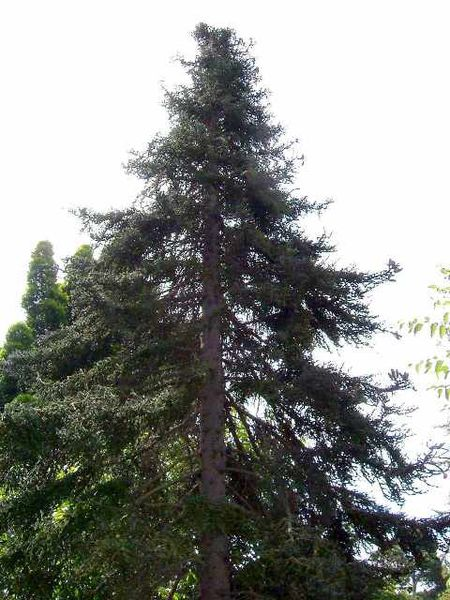
Abies pinsapo en el Real Jardín Botánico de Tasmania

Desde su fundación a inicios del siglo XIX, el RBGT ha ido incrementando sus colecciones pero sobre todo apatir de mediado el siglo XX.
- Colección de plantas de China
- Invernadero
- Estanque de lirios de agua
- Casa de plantas Subantárticas, una de las colecciones más emocionantes y más inusuales en los jardines albergada en un edificio pequeño, construido especialmente. No hay otra colección como ella en todo el mundo. Aquí, las plantas de las islas subantárticas situadas a altas latitudes meridionales se exhiben en un ambiente climático controlado, con condiciones frías y húmedas de sus islas de origen.

Las plantas de la casa Subantártica fueron recogidas por el personal del jardín y los científicos asociados en viajes de campo especialmente a la isla Macquarie.
- El huerto de verduras de Peter Cundall, dedicado a Peter Cundall personaje célebre de la Televisión que está relacionado con el mundo de los cultivos orgánicos naturales y la ecología. En esta sección del jardín se ha habilitado un huerto, donde se ven crecer lechugas, tomates, zanahorias..,( nunca se planta en la misma zona al año siguiente las mismas plantas o las relacionadas de su familia para evitar el agotamiento en nutrientes del terreno), y se pueden hacer compost al estilo de Peter Cundall.
- Jardín de hierbas,
- Casa de cactus
- Jardín de fácil acceso, proyectado en 1981, y abierto al público en 1983, es un jardín especialmente diseñado para personas con discapacidades (ciegos, inválidos en silla..)
- Plantas de bordes, a lo largo del antiguo muro de Wilmot, se exhibe esta colección de plantas perennes, creada en 1980.
- Colección de plantas nativas de Hobart,
- Colección de plantas nativas de la costa Este,
- Helechos de Tasmania
- Colección A P May de plantas de Tasmania
- Jardín de Epacridas, la familia de la Epacridaceae, son las plantas del hemisferio sur, equivalentes a las Erica.
- French Memorial Garden and Fountain
- Colección de Salvias
- La casa de las Fuchsia, se inauguró en 1958, y se remodeló en 1995, donde se exhiben unas 190 variedades diferentes de plantas de este género. Se pueden admirar sus floraciones desde finales de octubre hasta marzo.
- Botanical Explorers' Exhibition and Walk

## Actividades
- Banco de germoplasma, enfocado en la conservación de semillas de las plantas de la isla de Tasmania
- Jardines colaboradores, el RBGT tiene acuerdos de colaboración con los importantes jardines botánicos del Estado de North West, los Tasmanian Arboretum y Emu Valley Rhododendron Garden.
- Jardín de lluvia, donde se experimenta como recoger el agua de lluvia de las calles de las ciudades y purificarla de contaminantes mediante lechos de gravas con plantas.
- Proyecto de Rehabilitación de Playas

## Equipamientos
- Anniversary Arch, arco construido en el interior del jardín en 1913, en el aniversario de la fundación del jardín
- El centro del visitante del jardín ofrece instalaciones y servicios para hacer la visita aún más agradable. El amigable personal ofrece la información sobre el jardín y sugerencias en las actividades que se puede realizar.[2] El centro tiene una tienda de productos de regalo.
- El centro del visitante también consta de una sala de exhibiciones donde tienen lugar exposiciones de los artistas locales que regularmente se van renovando, y una zona de visualización que contiene las propias exposiciones del jardín.

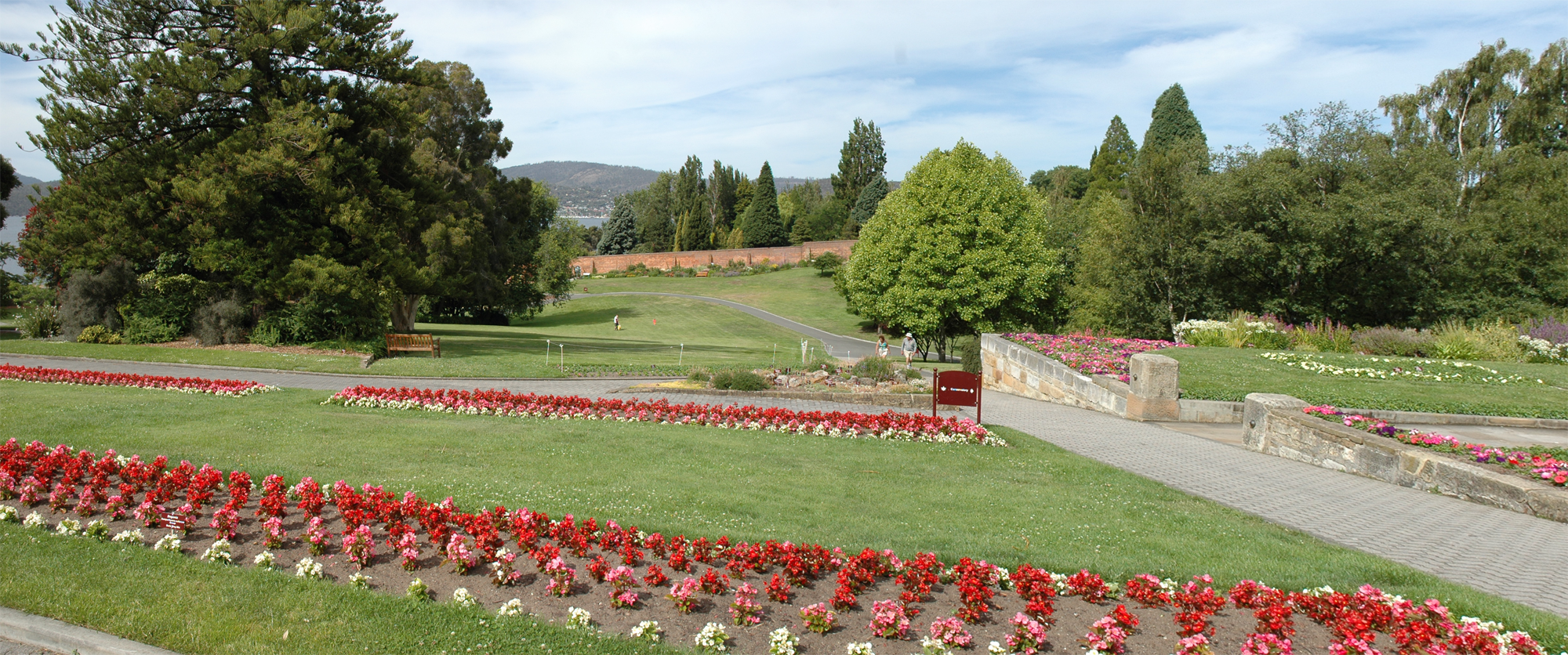
Royal Tasmanian Botanical Gardens

- Syme Memorial Fountain